# Jussy (Mosela)
Jussy é uma comuna francesa na região administrativa de Grande Leste, no departamento de Mosela. Estende-se por uma área de 2,91 km². Em 2010 a comuna tinha 459 habitantes (densidade: 157,7 hab./km²).